# Live/1975-85
Live/1975-85 je koncertni album Brucea Springsteena i E Street Banda. Sastoji se od 40 pjesama snimljenih u razdoblju iz naslova. Objavljen je kao box set s pet vinilnih ploča, tri kazete, tri CD-a i tri 8-track vrpce; potonji format objavljen je samo u klubovima i danas ga je jako teško naći.

## Povijest
Iz box seta su objavljena dva singla: "War" (obrada hita Edwina Starra), koji je dosegao 8. mjesto na američkoj pop ljestvici, i "Fire" (Springsteenova pjesma koja je već postala poznata u izvedbi drugih glazbenika), koji je bio razočaranje, zaustavivši se na 46. mjestu na Billboardovim ljestvicama i tako prekinuvši Springsteenov niz od osam top 10 singlova za redom. Spot za "War" bio je s koncerta gdje je snimljen, dok je video za "Fire" s potpuno nepovezanog akustičnog nastupa iz 1986. u Bridge School Benefitu. Objavljen je i treći spot, za "Born to Run", koji je bio kombinacija raznih isječaka s turneje Born in the U.S.A. 1984. i 1985.
Live/1975-85 je drugi najprodavaniji live album u američkoj povijesti, iza Double Live Gartha Brooksa.
Iako je album dobro primljen među ležernim obožavateljima, među onima vjernima bilo je nekoliko prigovora, najviše oko toga što se uzelo malo materijala s legendarne turneje iz 1978. umjesto puno slabijeg s turneje Born in the U.S.A.

## Popis pjesama
Tekstovi i glazba: Bruce Springsteen. 
| 1. | »Thunder Road«                     | 18. listopada 1975. u The Roxy Theatreu | 5:46 |
| 2. | »Adam Raised a Cain«               | 7. srpnja 1978. u Roxyju                | 5:26 |
| 3. | »Spirit in the Night«              | 7. srpnja 1978. u Roxyju                | 6:25 |
| 4. | »4th of July, Asbury Park (Sandy)« | 31. prosinca 1980. u Nassau Coliseumu   | 6:34 |

| 1. | »Paradise by the "C"«                 | 7. srpnja 1978. u Roxyju         | 3:54 |
| 2. | »Fire«                                | 16. prosinca 1978. u Winterlandu | 2:51 |
| 3. | »Growin' Up«                          | 7. srpnja 1978. u Roxyju         | 7:58 |
| 4. | »It's Hard to Be a Saint in the City« | 7. srpnja 1978. u Roxyju         | 4:39 |

| 1. | »Backstreets«                         | 7. srpnja 1978. u Roxyju | 7:35  |
| 2. | »Rosalita (Come Out Tonight)«         | 7. srpnja 1978. u Roxyju | 10:08 |
| 3. | »Raise Your Hand«                     | 7. srpnja 1978. u Roxyju | 5:01  |
| 4. | »It's Hard to Be a Saint in the City« | 7. srpnja 1978. u Roxyju | 4:39  |

| 1. | »Hungry Heart«                            | 28. prosinca 1980. u Nassau Coliseumu | 4:30 |
| 2. | »Two Hearts«                              | 8. srpnja 1981. u Meadowlands Areni   | 3:06 |
| 3. | »Cadillac Ranch«                          | 8. srpnja 1981. u Meadowlands Areni   | 4:52 |
| 4. | »You Can Look (But You Better Not Touch)« | 29. prosinca 1980. u Nassau Coliseumu | 3:58 |
| 5. | »Independence Day«                        | 6. srpnja 1981. u Meadowlands Areni   | 5:08 |

| 1. | »Badlands«                     | 5. studenog 1980. na Sveučilištu u Arizoni | 5:17 |
| 2. | »Because the Night«            | 28. prosinca 1980. u Nassau Coliseumu      | 5:19 |
| 3. | »Candy's Room«                 | 8. srpnja 1981. u Meadowlands Areni        | 3:19 |
| 4. | »Darkness on the Edge of Town« | 29. prosinca 1980. u Nassau Coliseumu      | 4:19 |
| 5. | »Racing in the Street«         | 6. srpnja 1981. u Meadowlands Areni        | 8:12 |

| 1. | »This Land Is Your Land« (autor: Woody Guthrie) | 28. prosinca 1980. u Nassau Coliseumu  | 4:21 |
| 2. | »Nebraska«                                      | 6. kolovoza 1984. u Meadowlands Areni  | 4:18 |
| 3. | »Johnny 99«                                     | 18. kolovoza 1985. na Giants Stadiumu  | 4:24 |
| 4. | »Darkness on the Edge of Town«                  | 29. prosinca 1980. u Nassau Coliseumu  | 4:19 |
| 5. | »Reason to Believe«                             | 18. kolovoza 1984. u Meadowlands Areni | 5:19 |

| 1. | »Born in the U.S.A.« | 30. rujna 1985. u LA Coliseumu | 6:10  |
| 2. | »Seeds«              | 30. rujna 1985. u LA Coliseumu | 5:14  |
| 3. | »The River«          | 30. rujna 1985. u LA Coliseumu | 11:42 |

| 1. | »War« (Autori: Barrett Strong/Norman Whitfield) | 30. rujna 1985. u LA Coliseumu        | 4:53 |
| 2. | »Darlington County«                             | 30. rujna 1985. u LA Coliseumu        | 5:12 |
| 3. | »Working on the Highway«                        | 19. kolovoza 1985. na Giants Stadiumu | 4:04 |
| 4. | »The Promised Land«                             | 30. rujna 1985. u LA Coliseumu        | 5:36 |

| 1. | »Cover Me«    | 30. rujna 1985. u LA Coliseumu        | 6:57 |
| 2. | »I'm On Fire« | 19. kolovoza 1985. na Giants Stadiumu | 4:26 |
| 3. | »Bobby Jean«  | 21. kolovoza 1985. na Giants Stadiumu | 4:30 |
| 4. | »My Hometown« | 30. rujna 1985. u LA Coliseumu        | 5:13 |

| 1. | »Born to Run«             | 19. kolovoza 1985. na Giants Stadiumu  | 5:03 |
| 2. | »No Surrender«            | 6. kolovoza 1984. u Meadowlands Areni  | 4:41 |
| 3. | »Tenth Avenue Freeze-Out« | 20. kolovoza 1984. u Meadowlands Areni | 4:21 |
| 4. | »Jersey Girl«             | 9. srpnja 1981. u Meadowlands Areni    | 6:30 |

## Popis izvođača

### E Street Band
- Roy Bittan – klavir, sintesajzer, prateći vokali
- Clarence Clemons – saksofon, perkusije, prateći vokali
- Danny Federici – orgulje, čembalo, gloknšpil, klavijature, prateći vokali
- Nils Lofgren (od 1984.) – gitare, prateći vokali
- Patti Scialfa (od 1984.) – sintesajzer, prateći vokali
- Bruce Springsteen – vokali, gitare, harmonika
- Garry Tallent - bas
- Steven Van Zandt (do 1984.) – gitare, prateći vokali
- Max Weinberg – bubnjevi

### Ostali glazbenici
- Flo and Eddie (Howard Kaylan i Mark Volman) - prateći vokali na "Hungry Heart"
- The Miami Horns (Stan Harrison – tenor saksofon, Eddie Manion – bariton saksofon, Mark Pender – truba, Richie "La Bamba" Rosenberg – trombon) – rog na "Tenth Avenue Freeze-Out"
- Soozie Tyrel

### Produkcija
- Toby Scott – tehničar